# 林丽韫
林丽韫（1933年3月—），女，祖籍福建晋江，生于臺灣台中，中华人民共和国政治人物。
早年为毛泽东、周恩来等中共最高领导人担任日文翻译；后曾担任中共中央对外联络部核心小组成员，全国妇联副主席、书记处书记，中华全国台湾同胞联谊会（全国台联）会长，中华全国归国华侨联合会副主席等职；是中共第十至十五届中央委员会委员，第四至第九届全国人大常务委员会委员。

## 生平
林丽韫出生于日治時期台湾臺中州大甲郡清水街（今臺中市清水區）。1936年，随家人由台中迁住台北；1939年，進入台北市永乐公学校（現址今為臺北市永樂國小）就讀；1940年，小學二年級時便跟隨家人移居日本兵庫縣神户市，先后在神户小学、神户中华同文学校、兵库县立第一女子中学及凑川高等学校读书。高中毕业后，曾短暂在神戶中華同文學校教书。
在担任神户华侨商会副会长的父亲的支持下，1952年，19岁的林丽韫辗转從香港前往中国大陆，被安排住进北京市西城区瓦缸市的留学生招待所；之后考入北京大学生物系。
1953年，为了应对日渐增多的旅日侨胞歸返中國大陸，林丽韫被借调到天津，参与歸國華侨的接待工作，后来又被调到中共中央对外联络部，开始了长达20年的中日民间友好交流工作；先后在中国人民保卫世界和平委员会、中日友好协会任职。在此期间，她还为中共党和国家领导人们担任日文翻译，并见证了1972年中日邦交正常化的谈判过程。
1963年，林丽韫加入了中国共产党；先后担任中共中央对外联络部副局长、局长，部核心小组成员。十年後，在1973年的中共十大上，当选中国共产党中央委员。
1978年，参与中华全国妇女联合会（全国妇联）的恢复工作，以台湾妇女代表团团长的身份出席，并当选全国妇联副主席。1980年，赴地方挂职锻炼，担任中国共产党河北廊坊地區的地委副书记。1981年5月，邓颖超将曾长期在周恩来身边工作过的林丽韫调回北京，负责筹组中华全国台湾同胞联谊会，并当选全国台联会长。此外，林丽韫还担任过第九届共青团中央常委、海峡两岸关系协会顾问、全国侨联常委、顾问、全国人大华侨委员会委员、副主任委员及中华体育总会副主席等职。她还连任了中共第十届至第十五届中央委员，第四至第九届全国人大常务委员会委员，中华全国妇女联合会第四至第七届副主席，全国台联第一至第三届会长。
1999年，阔别近六十年后，林丽韫才首次回到台湾，并回到了出生地清水鎮访问。

## 家族與家庭

### 家族
林丽韫的父親，曾是神户华侨商会的副会长。
林麗韞的堂哥蔡焜燦是李登輝路線的堅定支持者，曾任偉詮科技董事長、李登輝民主協會會長。

### 家庭
林丽韫与前夫黄理育有一儿一女。